# Liste der Biografien/Jany
Liste der Biografien |
Portal Biografien |
Personensuche
# |
A |
B |
C |
D |
E |
F |
G |
H |
I |
J |
K |
L |
M |
N |
O |
P |
Q |
R |
S |
T |
U |
V |
W |
X |
Y |
Z |
?
 
Ja |
Jb |
Jd |
Je |
Jh |
Ji |
Jj |
Jl |
Jn |
Jm |
Jo |
Jp |
Jr |
Js |
Jt |
Ju |
Jv |
Jw |
Jy
 
Jaa |
Jab |
Jac |
Jad |
Jae |
Jaf |
Jag |
Jah |
Jai |
Jaj |
Jak |
Jal |
Jam |
Jan |
Jao |
Jap |
Jaq |
Jar |
Jas |
Jat |
Jau |
Jav |
Jaw |
Jax |
Jay |
Jaz
 
Jana |
Janb |
Janc |
Jand |
Jane |
Jang |
Janh |
Jani |
Janj |
Jank |
Janm |
Jann |
Jano |
Janr |
Jans |
Jant |
Janu |
Janv |
Jany |
Janz
Die Liste der Biografien führt alle Personen auf, die in der deutschsprachigen Wikipedia einen Artikel haben. Dieses ist eine Teilliste mit 8 Einträgen von Personen, deren Namen mit den Buchstaben „Jany“ beginnt.

## Jany
- Jany, Alex (1929–2001), französischer Schwimmer und Wasserballspieler
- Jany, Curt (1867–1945), preußischer Generalmajor und Militärhistoriker
- Jány, Gusztáv (1883–1947), ungarischer OffizierGusztáv Jány (1883–1947)

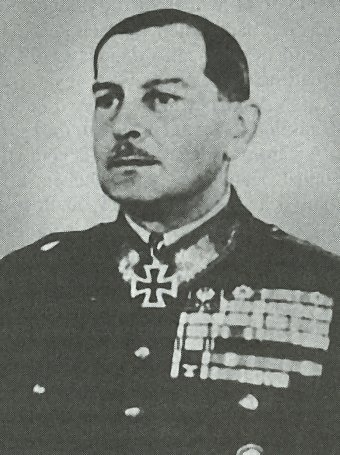
Gusztáv Jány (1883–1947)

- Jany, Maria (* 1975), deutsche Schauspielerin
- Jany, Reinhard (* 1956), österreichischer Politiker (ÖVP), Landtagsabgeordneter, Mitglied des Bundesrates
- Jany, Volkhard (1944–2022), deutscher Fußballtorwart

### Janyk
- Janyk, Britt (* 1980), kanadische Skirennläuferin
- Janyk, Michael (* 1982), kanadischer Skirennläufer